# Joe Scott
Joseph Frank Scott, detto Joe (22 aprile 1916 – Pepper Pike, 25 maggio 1971), è stato un cestista statunitense, professionista nella NBL.

## Carriera
Giocò una stagione nella NBL, disputando 15 partite con 2,5 punti di media.